# Chris Hadfield
Chris Austin Hadfield (* 29. August 1959 in Sarnia, Provinz Ontario) ist ein ehemaliger kanadischer Astronaut.

## Beruflicher Werdegang

### Militär
1978 trat Hadfield den kanadischen Streitkräften bei und absolvierte nach dem Bachelor-Abschluss 1982 in Maschinenbau am Royal Military College in Kingston (Ontario) den Pilotenlehrgang bei der kanadischen Luftwaffe. Dort wurde er ab 1985 drei Jahre lang zum NORAD abgestellt und flog das CF-18-Kampfflugzeug. Außerdem absolvierte Hadfield eine Ausbildung zum Testpiloten auf der Edwards Air Force Base. 1992 erhielt er einen Master in Luftfahrttechnik von der University of Tennessee. 2003 ging er als Colonel der RCAF in den Ruhestand.

### Astronautentätigkeit
1992 bewarb sich Hadfield erfolgreich gegen 5330 Mitbewerber für das kanadische Raumfahrtprogramm und wechselte anschließend zur Ausbildung an das Johnson Space Center der NASA. Während 25 Shuttle-Missionen wurde Hadfield als leitender Verbindungssprecher (Capcom) eingesetzt. Von 1996 bis 2000 war er Leiter der CSA-Astronauten.
Am 12. November 1995 startete Hadfield mit der Raumfähre Atlantis zu seiner ersten Mission (STS-74) ins All. Bei dieser Mission wurde das in Russland entwickelte und gebaute Kopplungsmodul SDM zur Raumstation Mir gebracht. Daneben wurde die Raumstation mit Versorgungsgütern beliefert.
Zu seinem zweiten Raumflug startete Hadfield am 19. April 2001 mit der Raumfähre Endeavour zur Mission STS-100. Bei diesem Flug zur Internationalen Raumstation (ISS) wurde der kanadische Roboterarm Canadarm2 und zum ersten Mal das Logistikmodul Raffaello mitgeführt. Bei zwei Außenbordeinsätzen montierte Hadfield zusammen mit Scott Parazynski den Roboterarm an der ISS.
Anschließend war Hadfield von 2001 bis 2003 der Director of Operations der NASA am Juri-Gagarin-Kosmonautentrainingszentrum im russischen Sternenstädtchen.
2003 schied Hadfield aus der kanadischen Luftwaffe nach 25 Jahren Militärdienst aus und war danach ziviler Astronaut der CSA. Von 2003 bis 2006 war er Leiter der Robotikabteilung und bis 2008 Leiter der ISS-Operations am Johnson Space Center in Houston. In der Zeit vom Mai 2007 bis Mai 2009 trainierte er als Backup von Robert Thirsk für die ISS-Expedition 21. Im Mai 2010 diente Hadfield als Kommandant der NEEMO-14-Mission im Unterwasserlabor Aquarius.
Im Dezember 2012 startete Hadfield mit Sojus TMA-07M zur ISS, um als Bordingenieur der ISS-Expedition 34 zu arbeiten. Am 15. März 2013 übernahm er als erster Kanadier das Kommando über die ISS im Rahmen der ISS-Expedition 35. Die Besatzung kehrte am 14. Mai 2013 zur Erde zurück.
Zum 3. Juli 2013 verließ Hadfield die CSA, um sich neuen Aufgaben zu widmen.

### Autor
Im Jahr 2013 erschien Hadfields Erlebnisbericht „An astronaut's guide to life on earth“, der ein Jahr später als „Anleitung zur Schwerelosigkeit. Was wir im All fürs Leben lernen können“ ins Deutsche übersetzt wurde. Hadfield verfasste zudem den Kriminalroman „Die Apollo-Morde“ (2022, Original engl. „The Apollo Murders“) und den Thriller „The Defector“ (2023).

## Zusammenfassung
| Nr. | Mission       | Funktion                       | Flugdatum | Flugdauer    |
| --- | ------------- | ------------------------------ | --------- | ------------ |
| 01  | STS-74        | Missionsspezialist             | 1995      | 008d 04h 31m |
| 02  | STS-100       | Missionsspezialist             | 2001      | 011d 21h 31m |
| 03  | Sojus TMA-07M | Bordingenieur / ISS-Kommandant | 2012/13   | 145d 14h 19m |

## Hadfield in den Medien
Nach seiner Kommandoübernahme auf der ISS wuchs das Medieninteresse an Hadfield und seiner Arbeit stetig an. Königin Elisabeth sandte ihm eine persönliche Nachricht, William Shatner trat über eine Live-Schaltung mit Hadfield als Captain Kirk in Kontakt und in den sozialen Netzwerken war die Resonanz auf Hadfields Nachrichten von der Raumstation ausgesprochen groß. Allein auf dem Mikroblogging-Portal Twitter folgen ihm rund 2,3 Millionen Menschen (Stand: April 2020). Anlässlich seines Rückflugs zur Erde von ISS-Expedition 34/35 wurden im Internet eine von Hadfield eingesungene Coverversion von David Bowies Space Oddity und ein auf der Raumstation gedrehtes Musikvideo veröffentlicht. Innerhalb von vier Tagen wurde dieser Clip über 12 Millionen Mal angesehen. Ein Jahr später, nachdem das Video etwa 22 Millionen Mal aufgerufen wurde, lief die Lizenzvereinbarung mit den Rechteinhabern des Songs aus und das Video musste entfernt werden. Seit November 2014 ist das Video wieder online.
Im Oktober 2015 erschien ein Album mit dem Titel Space Sessions: Songs from a Tin Can, das es in den kanadischen Charts bis auf Platz 10 brachte. Hadfield war außerdem für einige Zeit Bassgitarrist der Astronautenband Max Q.
Hadfield trat auch nach dem Ende seiner Astronautentätigkeit weiter in den Medien auf. Seine Popularität vermarktet er als gewerblicher Redner.
Der Asteroid (14143) Hadfield erhielt 2003 seinen Namen.

## Privates
Hadfield wuchs auf einer Maisfarm im Süden Ontarios auf und entwickelte schon in frühen Jahren ein Interesse am Fliegen – im Alter von neun Jahren kam er auf die Idee, Astronaut zu werden, als er die Apollo-Mondlandung im Fernsehen sah. Chris Hadfield ist verheiratet und hat drei erwachsene Kinder.

## Publikationen
- Anleitung zur Schwerelosigkeit – Was wir im All fürs Leben lernen können. Aus dem kanadischen Engl. von Elisabeth Schmalen und Johanna Wais. Heyne, München 2014, ISBN 978-3-453-20068-5.
- You Are Here: Around the World in 92 Minutes. Englische Ausgabe. Pan, Hauptmarktedition 22. Oktober 2015, ISBN 978-1-4472-7862-7.
- The Darkest Dark. Englische Ausgabe. Macmillan Children’s Books, Hauptmarktedition 1. Juni 2017, ISBN 978-1-5098-2409-0.
- Die Apollo-Morde. dtv Verlagsgesellschaft (2022), ISBN 978-3-423-22010-1